# La Pasqua rossa
La Pasqua rossa è un romanzo di Alberto Bevilacqua, pubblicato nel 2003 e vincitore del Premio Selezione Campiello - Giuria dei Letterati nel 2004.
Il libro ha come protagonista Ezio Barbieri, visto all'epoca della sua giovinezza, nel 1946, durante una insurrezione all'interno del carcere di San Vittore a Milano.

## Trama
È il 21 aprile 1946, il giorno di Pasqua. Nel carcere di San Vittore a Milano si svolge uno spettacolo autorizzato, in apparenza una stravagante commedia con personaggi travestiti da animali. All'apparire di una Madonna con testa di capra e di Dio con testa di caprone, qualcuno tra i sorveglianti chiede la cessazione dello spettacolo per blasfemia. La richiesta sortisce uno strano cinguettio di tutti i personaggi, sempre più sonoro e, in men che non si dica, scoppia una rivolta preparata alla perfezione. Dalle celle spuntano armi ed esplosivi; alcune guardie sono catturate e prese in ostaggio. Solo un giovane agente, Salvatore Rap, ha il coraggio di reagire e viene ucciso con un colpo alla testa.
A capo della rivolta c'è Ezio Barbieri, milanese di nascita e delinquente che a lungo è stato latitante. La sua carcerazione è avvenuta solo due mesi prima. Molto astuto e amante dei colpi teatrali, aveva più volte evitato la cattura, mettendo in ridicolo i suoi inseguitori. Il Barbieri però aborrisce la violenza ed è molto contrariato dall'uccisione di Rap: non ci sono prove che sia anche un assassino. Nel carcere sovraffollato ci sono prigionieri per delitti comuni, ma anche molti detenuti politici, sia di parte fascista, sia del fronte partigiano. Si chiede amnistia per tutti e sostituzione dei magistrati che devono giudicare i reati comuni.
Per sedare la rivolta arrivano molti mezzi militari e le costruzioni che circondano il carcere sono illuminate a giorno. Si appostano mitragliatrici e mezzi blindati. Il timore per la sorte degli ostaggi è grande perché per almeno tre giorni si scatenano promiscuità e libertà assoluta di movimento laddove dovrebbero esserci celle di detenzione e reparti isolati. Ogni giorno Ezio esce a declamare un proclama, frutto delle riunioni del comitato di rivolta, organismo che si rivelerà sin dal primo momento quasi ingovernabile. In questo clima, un giovane cronista di nome Di Bella ha il consenso di venire a parlare con Ezio Barbieri e gli pone domande varie, dimostrando di non lasciarsi incantare dalla personalità istrionica, ma approfittando per strappare utili chiarimenti.
Barbieri è appena ventitreenne, tuttavia la grande esperienza e il potere di seduzione che dimostra, lo fanno apparire come un uomo senza età. Il giorno della sua cattura, era morto il suo socio, Sandro Bezzi, freddato in un inseguimento: le imprese dei due sfociano nella leggenda, nella poesia, ma Di Bella non dimentica le estorsioni, la rovina dei detentori della borsa nera a vantaggio del duo. Qualcosa però è successo tra i due, tanto che in una evasione, il Bezzi aveva rifiutato di dare una mano a Barbieri ferito. Fare luce su tanti episodi equivoci, su tante storie di donne, sulla gestione della malavita del Veneto Polesano, antenata della mala del Brenta è altamente meritorio da parte del giovanissimo cronista, mai intimidito. E la beffa dell'evasione precedente, spettacolare quanto mai, con processione in onore di Sant'Amelia è molto rivelatrice sulle risorse del bandito gentiluomo.
Ma tutto deve finire e la morsa si stringe intorno a San Vittore, con la complicità (ovvia) di chi pensa di trarne vantaggio. Nonostante il fatto che Barbieri abbia richiesto un intervento di Palmiro Togliatti e del cardinale Schuster, il suo agire è ormai ritenuto delirio. E al terzo giorno l'assedio delle Forze Armate ha ragione dei rivoltosi, senza distinzioni tra idealisti sognatori e opportunisti della risma peggiore. Vinto tra i vinti, ritorna ad essere il delinquente che era quell'Ezio Barbieri, il cui carisma aveva per tre giorni attirato le folle, fuori e dentro il carcere.

## Edizioni
- Alberto Bevilacqua, La Pasqua rossa, Einaudi, Torino 2003 ISBN 88-06-16730-8
- Alberto Bevilacqua, La Pasqua rossa, Einaudi tascabili, Torino 2004 ISBN 88-06-17179-8
- (FR)  Alberto Bevilacqua, La Pâque rouge: roman, traduit de l'italien et préfacé par Carole Cavallera; Littérature étrangère. Série italienne, La différence, Paris ©2004 ISBN 272911520X